# Percy Osborn
Percy Osborn (* 19. Dezember 1900 in Koo Wee Rup; † 21. Dezember 1991 ebenda) war ein australischer Radrennfahrer.

## Sportliche Laufbahn
Osborn startete in der Tour de France 1928. Er fuhr für das Radsportteam Ravat-Wonder-Dunlop gemeinsam mit seinen Landsleuten Hubert Oppermann, Ernest Brainbridge und Harry Watson aus Neuseeland. Er beendete die Tour auf dem 38. Rang. Die Teilnahme der Australier an der Tour wurde durch eine Spendenaktion der Zeitung „The Sporting Globe“ finanziert.
1927 siegte er im Straßenradrennen Goulburn to Sydney Classic.